# Cominciò tutto per caso
Cominciò tutto per caso è un film commedia del 1993 diretto da Umberto Marino, con protagonisti Margherita Buy, Massimo Ghini e Raoul Bova.

## Trama
Stefania è una doppiatrice sposata con Luca, giornalista con un passato fatto di impegno politico a sinistra. I due hanno una bambina piccola e così assumono Marilù, una ragazza filippina che fa le pulizie e si occupa della casa.
Un giorno entra nelle loro vite Romolo, un ingenuo idraulico proveniente da Caprarola (VT) e presto nasce l'amore tra la filippina e l'idraulico, mentre Stefania scopre che Luca la tradisce.

## Produzione
La protagonista Stefania doppia la protagonista della telenovela Esmeralda, i cui protagonisti sono interpretati da Imma Piro, Ruben Sharif e Maria Grazia Cucinotta.

## Premi e riconoscimenti
- 1993 - David di Donatello
  - Candidatura Migliore attrice protagonista a Margherita Buy
- 1993 - Globo d'oro
  - Candidatura Migliore opera prima a Umberto Marino
- 1993 - Ciak d'oro
  - Migliore attrice protagonista a Margherita Buy[1]